# Майда Врховник
Майда Францівна Врховник (серб. Мајда Франце Врховник, словен. Majda Franca Vrhovnik; 14 квітня 1922, Любляна — 4 травня 1945, Клагенфурт) — словенська партизанка, студентка медичного факультету Люблянського університету, учасниця Національно-визвольної боротьби Югославії. Народний герой Югославії (посмертно).

## Біографія
Народилася 14 квітня 1922 року у Любляні. Закінчивши школу і гімназію, вступила на медичний факультет Люблінського університету. Під час навчання вступила в Словенський клуб і студентський революційний рух. У 1940 році вступила в Комуністичну партію Югославії.
Після початку війни і окупації Словенії партія пішла в підпілля і розпочала народно-визвольну війну в країні. Майда отримала посаду кур'єра оргсекретаря ЦК Компартії Словенії Тоні Томшича. Коли німецька адміністрація дізналася про діяльність партії, то Майда як один з найбільш небезпечних діячів партії була засуджена заочно німецьким судом до довічного позбавлення волі, а її батьків на кілька місяців відправили до в'язниці за співучасть. Незважаючи на це, Майда все одно залишилася в Любляні. В якості кур'єра вона забезпечувала підпільно рукописними книгами партизанів Подморниці і Тунела. За допомогою брата вона побудувала бункер, в якому з 4 травня 1943 року працювала друкарня. Протягом 9 місяців Майда видавала там антифашистські газети «Людска правица», «Словенськи порочевалец», «Радіо вісник» та інші.
22 січня 1944 року вирушила за власним бажанням у Словенське Примор'я, де пройшла курси інструктора Союзу комуністичної молоді Югославії в Ідрії і Примор'ї. Тим не менш, вона вела ще й невелику діяльність в Корушці. Влітку 1944 року призначена секретарем райкому КП Словенії в Межиці, а потім почала свою діяльність в Драві, на Горі і в Целовці (словенське назва Клагенфурта). Восени 1944 року увійшла в райком Клагенфурта, працювала там під легендою сільської мешканки, організовувала антифашистські організації, вела розвідку і поширювала антифашистські листівки.
28 лютого 1945 року арештована в будинку під Крижною-горою поблизу Клагенфурта гестапівцями. Зазнала тортур і 4 травня 1945 року померла після численних знущань. 28 грудня 1951 року посмертно удостоєна звання Народного героя Югославії.